# Bruch (Eifel)
Pour les articles homonymes, voir Bruch.
Bruch est une municipalité allemande située dans le land de Rhénanie-Palatinat et l'arrondissement de Bernkastel-Wittlich.